# Paola Montanaro
Paola Montanaro (Moncalieri, 4 novembre 1989) è un'ex cestista italiana.

## Carriera
Playmaker di 168 cm, ha giocato in Serie A1 femminile con Torino.

## Palmarès
- Campionato italiano di Serie A2: 2
Virtus Spezia: 2012-13
Pallacanestro Torino: 2014-15
- Campionati italiani giovanili Under 14: 1
Pallacanestro Torino: 2002-03